# Émile Ouzou et Cie
Émile Ouzou et Cie est un constructeur automobile français.

## Production
L’entreprise basée à Paris a commencé à produire des automobiles en 1900. Les usines sont implantées à Levallois-Perret et à Poissy. Le nom de marque était Ouzou . Les moteurs provenaient de Soncin, un constructeur automobile français de Poissy. En 1901, la production d’automobiles prend fin. De 1901 à 1908, Émile Ouzou et Gustave Greterin n’exploitent qu’un seul atelier de réparation automobile, ainsi que la vente de produits pour compte de tiers. Le 12 juin 1908, le bilan est déposé.